# Exocet
El Exocet es un misil antibuque de Mach 0,9 fabricado por la compañía europea MBDA. Es un arma del tipo «dispara y olvida» que vuela al ras del mar y puede maniobrar en la carrera final al objetivo. Fue diseñado entre los años sesenta y setenta, primero por Nord Aviation, y luego por Aérospatiale; ambas de Francia.
Ha sido desarrollado en diferentes versiones, a saber: el MM 38, disparado desde buques de superficie; el AM 39, disparado desde aviones; el SM 39, disparado desde submarinos; y el MM 40, disparado tanto desde buques de superficie como de lanzaderas costeras.
Su nombre deriva del exoceto, más conocido como pez volador.´
En el futuro se espera que este misil sea sustituido por el CVS401 Perseus.

## Desarrollo
La versatilidad de este misil de ataque naval es una de sus características más conocidas. Existen versiones lanzables desde buques, submarinos, helicópteros, aviones de combate y aviones de transporte, sin olvidar su gran utilidad como artillería de costa, desde emplazamientos terrestres, móviles (como camiones) o fijos (como baterías costeras) que lanzan el misil desde un tubo que lo mantiene almacenado. De fabricación francesa, está ampliamente difundido en las marinas de todo el mundo, siendo el más utilizado, tal vez incluso más que el McDonnell Douglas Harpoon.

Misil Exocet

La empresa Nord Aviation, posteriormente absorbida por Aerospatiale y actualmente parte del conglomerado MBDA, creó el primer prototipo en 1967, clasificándolo dentro de los misiles de lanzamiento Superficie-Superficie. El Exocet no pretendía destruir su blanco sino inutilizarlo operativamente y dejarlo fuera de combate. Se diseñó como arma del tipo dispara y olvida que debía realizar su recorrido hasta el blanco volando bajo, a unos 10 metros de altitud. Cuando se aproximara al blanco su radar le avisaría para descender hasta los 3 metros o elevarse rápidamente para evadir los sistemas antimisil y picar sobre el objetivo. Nord Aviation había trabajado en los proyectos de misiles aire-tierra AS20 y AS30 y desarrollado junto con MBB el misil antibuque Kormoran. El AS30 era dificultoso de utilizar al tener que ser guiado manualmente hacia su blanco, por lo que no era muy atractivo. Tenía una versión antibuque que no triunfó. Otro proyecto Nord fue el misil MM20 sueco, que se llamó oficialmente RB08. La primera versión fue el MM.38 (Mer-Mer), lanzada desde buques de superficie, que entró en servicio con la Marina Francesa en 1975. La versión AM.39 (Air-Mer), de lanzamiento aéreo, se desplegó por primera vez en 1979.
El ataque de misiles P-15 (SS-N-2 Styx) egipcios contra el destructor israelí Eilat en octubre de 1967 llevó a Francia a interesarse en proyectos de misil antibuque. La marina francesa ya había tenido un proyecto de misil antibuque en la década de 1950, llamado Malaface, pero fue abandonado en 1958 después de algunas pruebas. El misil había sido desarrollado por Latécoère desde 1951, de ahí el nombre MArine LAtécoère surFACE. El Exocet fue designado con el código MM.38 en 1967, lo cual lo identificó inequivocamente como un misil antibuque para ser empleado desde buques de superficie (MM= mar-mar). Jean-Albert-Emile Crépin, militar e industrial francés que ascendió hasta el rango de general de cinco estrellas, supervisó el desarrollo de los misiles estratégicos y también del Exocet. En 1969 se decidió seguir adelante con el proyecto Exocet, seleccionado tras competir en pruebas con el Mercure 4S de Thomson-CSF y el MM-4 de Matra. Diseñado para cumplir el requerimiento de la Marina Francesa, las primeras pruebas terminaron en 1972. Ese mismo año, en octubre, no solamente lo probaron las fuerzas francesas, sino también la Marina Real británica y la Bundesmarine de Alemania Federal. Los resultados mostraron la necesidad de algunas mejoras, que se llevaron a cabo durante 1973. Ese mismo año los israelíes emplearon en combate exitosamente sus misiles antibuque, de diseño parecido al Exocet.

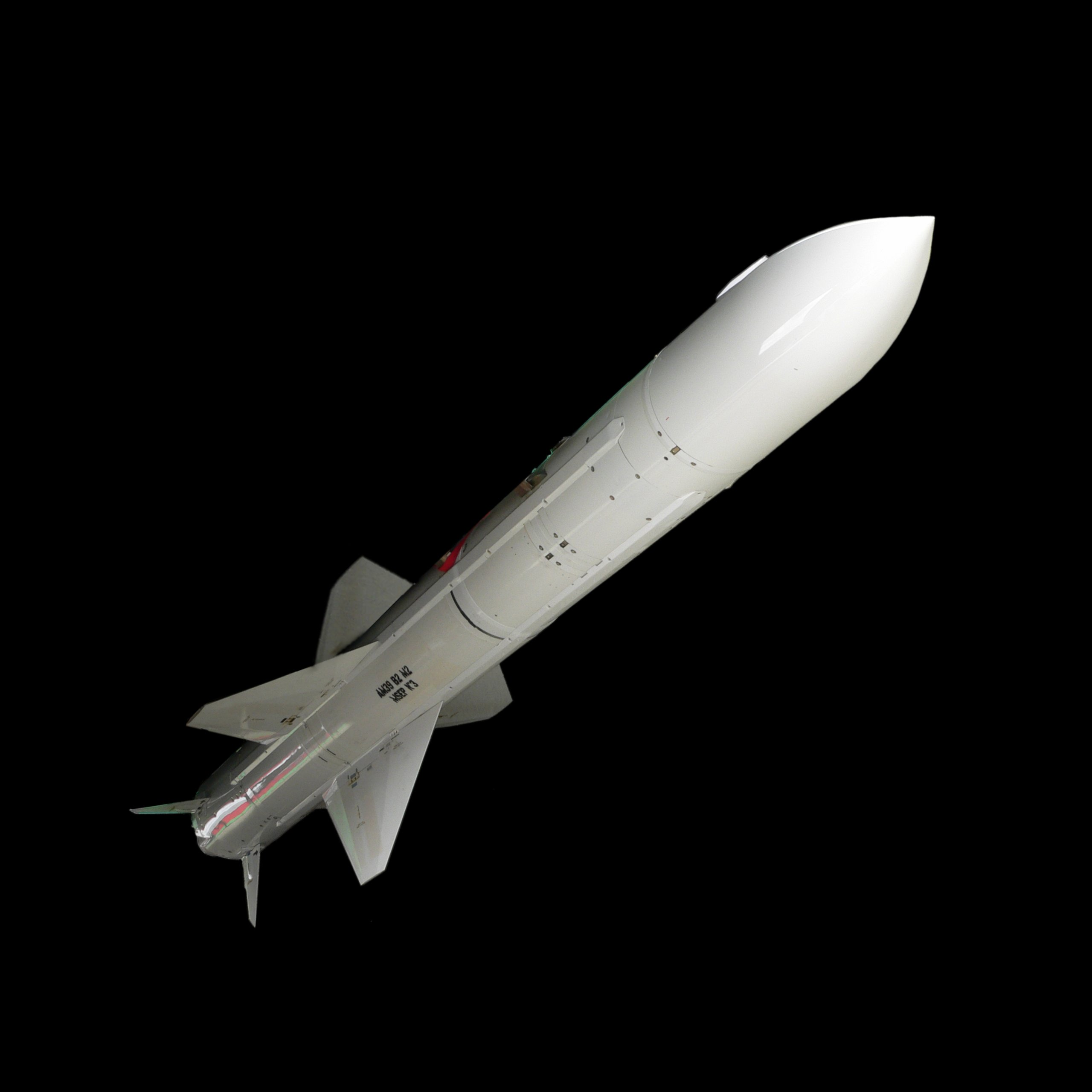
Exocet

Un año después se produjo en serie el misil para ser lanzado desde barcos. El primer grupo de los misiles fabricados en serie tuvieron una éxito excelente: se lanzaron 30 y se logró un 91 % de impactos. Basándose en estos resultados, se aprobó su uso y entrada en servicio en 1975.
Se esperaba mucho del nuevo misil lanzado desde barcos, ya que antes de esto comenzó a ser diseñada una versión lanzable desde el aire: el AM.38. En ella se incorporó un sistema de retardo, de manera que el avión soltaba el misil y ese se encendía un segundo después, a varios metros por debajo, para evitar dañar el avión con los potentes gases de escape del misil. Las primeras pruebas del nuevo misil se realizaron en abril de 1973, aunque los lanzamientos esperaron hasta diciembre de 1976. Ese nuevo sistema entró en servicio en 1977. El AM.38 inicial fue una versión de producción limitada del MM.38 lanzable desde helicópteros, usando un booster SNPE Epervier y motores cohete SNPE Eole V con toberas concéntricas.
En 1977 fue probado el AM.39, más pequeño y liviano que el AM.38 Exocet original, y su producción en serie comenzó ese mismo año. Rápidamente se encontraron compradores: Argentina, Baréin, Brasil, Irak, Kuwait, Perú y Pakistán lo fueron adquiriendo con el tiempo. Al ser más ligero y pequeño, el nuevo misil AM.39 puede ser llevado más fácilmente por todo tipo de aviones de combate, transporte y helicópteros, mantiene su alcance y letalidad al incorporar diferentes mejoras con el paso de los años. Como lo ha demostrado su uso en combate, su poder es devastador.

## Descripción

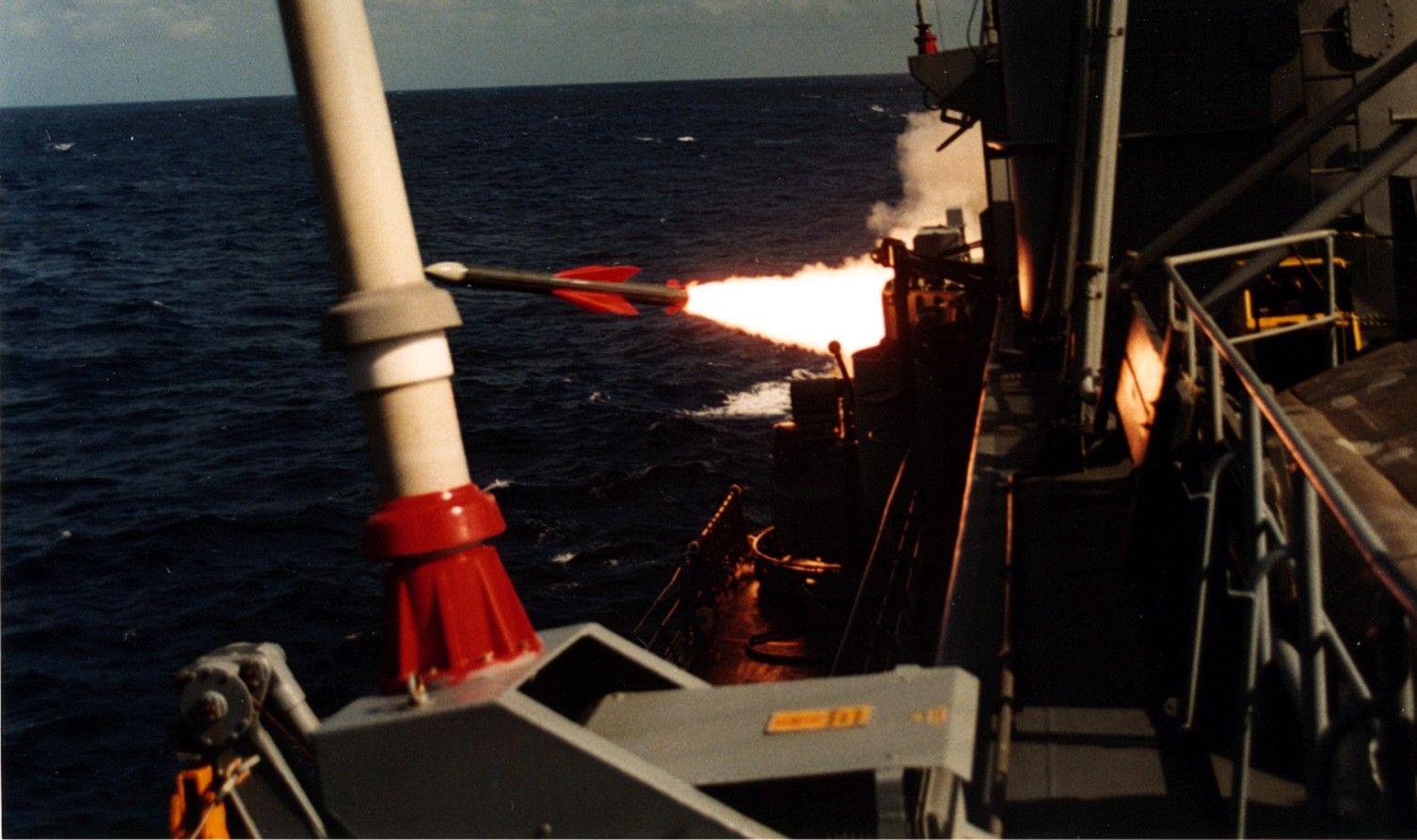
Lanzamiento del misil antibuque Exocet MM 38 desde el destructor Schleswig-Holstein

La configuración básica del Exocet es del tipo clásico para este tipo de misiles. Tiene un cuerpo cilíndrico, con una nariz ojival, la cual es el radomo sobre la antena del radar activo (ADAC), aletas trapezoidales en el medio del fuselaje, y aletas de control en la cola, paralelas a las alas.
La versión básica naval del Exocet posee dos etapas de propergol sólido. El misil se lleva estibado en contenedores rectangulares, que son del tipo contenedor-lanzador. Estos pueden llevarse de a pares o de a cuatro. El misil se lanza cuando se tienen datos del objetivo: orientación y distancia del blanco. Los sensores del aparato lanzador (en este caso, el mismo buque) le proveen estos datos; también puede recibir información desde una aeronave o desde el centro de comando de batalla. 
Después de dos segundos de aceleración del cohete Cóndor, el otro motor Hélios se dispara durante 150 segundos mientras el misil vuela a baja altitud. Durante esa trayectoria de crucero, el misil vuela guiado por el sistema inercial: posteriormente y según los datos establecidos para el lanzamiento, se triangula la posición del objetivo: tal es el principio de disparar y olvidar.
Cuando el misil llega a 10 km de esta posición anticipada del blanco, el radar monopulso de la cabeza buscadora táctica se enciende. El blanco se adquiere mediante los sensores propios del arma y se inicia la fase terminal del ataque a una de tres altitudes preseleccionadas antes del lanzamiento (esto se hace teniendo en cuenta la condición climática del mar en el área del objetivo).
La versión mejorada del MM.38, la MM.40, fue desarrollada para mejorar sensiblemente el rendimiento en combate. Con más alcance, posee diversas actualizaciones y mejoras en su motor cohete y en el contenedor-lanzador, lo cual permite llevar más misiles en el mismo espacio que antes ocupaba el MM.38.
Los Exocet más modernos tienen un radar de búsqueda Super ADAC, con cambio de frecuencia más ágil y procesamiento de señales digital, lo que le da mucha más resistencia a las contramedidas electrónicas (ECM en inglés) y la habilidad de discriminar blancos verdaderos de señuelos. Este paquete de mejoras agrega además una plataforma inercial actualizada, permitiendo al misil volar a alturas tan bajas como entre 2 y 3 m sobre la cresta de la ola, y además hacer maniobras preprogramadas. Esto reduce su vulnerabilidad a misiles o cañones antiaéreos, además de minimizar su exposición a los radares de búsqueda debido al efecto de horizonte de las emisiones de estos últimos.
Actualmente, las dos versiones principales del Exocet son la MM.38, de 42 km de alcance, y la MM.40, con un alcance de 70 km. Ambas llevan una cabeza de guerra de 165 kg de alto poder explosivo. Dice mucho de la eficacia del misil el hecho de que durante los primeros diez años de servicio, fueron compradas unas 2000 unidades por 27 países.
La Marina de Guerra Francesa estaba tan satisfecha con el misil, que decidió investigar su uso desde submarinos. Así nació el Exocet SM.39: contenido dentro de una cápsula lanzable por un tubo de torpedos, llega así a la superficie, desde donde se enciende y comienza a buscar su objetivo.
La versión aérea del Exocet, AM.39, puede ser llevada y lanzada por los aviones Dassault-Breguet Super Étendard. Estos aviones pueden llevar solo un misil por aeronave (estación alar interna derecha, equilibrando el avión con un depósito de combustible en el otro semiplano). Un avión comando de batalla, que vuela junto al avión lanzador del misil, se eleva un poco para obtener información de blancos, desde un radar especial transportado en una cápsula de información: detecta el blanco asignado, le envía la información al misil y este último se lanza con el sistema de retardo de encendido de los motores.
La versión anterior del Super Etendard, el Dassault Étendard IV, no fue diseñado para lanzar el misil Exocet, ya que no contaba con la electrónica de interfaz entre avión y misil y no disponía de radar para ubicar el blanco. Aparentemente, el binomio Super Étendard/Exocet fue diseñado de manera específica: el avión para el misil y el misil para el avión. Sin embargo, el Exocet puede ser lanzado también desde helicópteros y otros aviones, como ciertos modelos de Mirage.

### Versiones
- MM.38 (lanzado desde naves de superficie)
- AM.38 (lanzado desde helicópteros en pruebas, la Armada Argentina usó uno para hundir un pesquero chino)[6]
- AM.39 (lanzado desde el aire, particularmente aviones Super Étendard y/o Mirage F.1)
- SM.39 (lanzado desde submarinos)
- MM.40 (lanzado desde naves de superficie)

## Historial de servicio

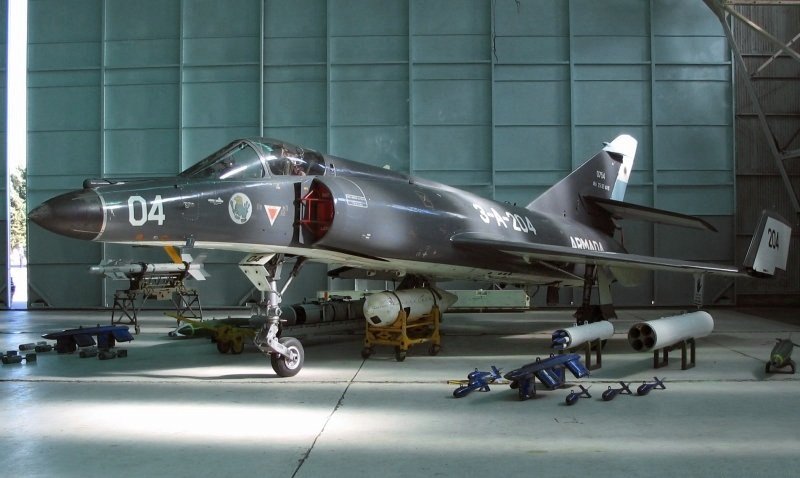
Los Super Étendard de la Armada Argentina hicieron pareja con el exitoso misil, logrando una enorme eficacia en la Guerra de Malvinas.

El misil Exocet protagonizó batallas en distintas ocasiones.
Como ya se ha dicho, la primera versión del Exocet en entrar en combate fue la AM.39, lo que promovió sus ventas en el extranjero, para equipar marinas y fuerzas aéreas de varios países.

### Guerra Iran-Irak
Durante la guerra ambas partes lanzaron ataques contra instalaciones petroleras desde mediados de la década de 1980, buscando romper el punto muerto de la guerra. Pronto los barcos de terceros países también empezaron a ser atacados, intentando cada bando ejercer presión económica sobre el otro lado. Los aviones armados con misiles Exocet fueron usados por parte de Irak para atacar el tráfico de petróleo que salía de los puertos iraníes. Los ataques comenzaron cuando los helicópteros Super Frelon iraquíes lanzaron varias unidades de misiles Exocet, reportándose el hundimiento de tres buques de guerra iraníes así como muchos petroleros desarmados e incluso plataformas petrolíferas enemigas, lo que revolucionó el combate naval moderno.
Irak ya había comprado en 1977 diez helicópteros SA-321GV Super Frelon equipados con radares Omera ORB-31D y misiles Exocet AM39. Al comenzar la guerra se compraron otros seis. Esto no era suficiente y en Francia se compraron aviones Mirage F-1EQ capaces de disparar misiles Exocet. Mientras recibían los Mirage F-1EQ encargados se alquilaron en 1983 cinco aviones Super Étendard de la marina francesa, armados con misiles Exocet. El año anterior, Argentina había usado sus Super Étendard armados con misiles Exocet contra la marina británica, detalle que no le escapó a Irak. Los iraníes no se lo perdonaron y se cree que por ellos instigaron el ataque terrorista en Beirut que mató a 58 soldados franceses.
También fueron utilizados aviones Mirage, especialmente adaptados para atacar barcos de guerra y petroleros que navegaban en el Golfo Pérsico. En ese conflicto se dice que los iraquíes dispararon unos 200 misiles Exocet, con diferentes grados de éxitos, contra todo tipo de embarcaciones. Muchos de ellos no estallaron, e incluso algunos se recuperaron casi intactos. El Mirage F-1EQ iraquí alcanzó a 135 barcos. De ellos 14 fueron hundidos y otros 60 buques declarados una pérdida total.
Los F-14 Tomcat de Irán reclamaron algunas victorias contra los Exocet. El 7 de agosto 1984 se reclamó el derribo de un AM39 disparado por un Super Étendard. El 14 de enero 1985 un Mirage F1 fue derribado, así como el misil Exocet que acaba de disparar, por un misil AIM-54 Phoenix. En 1987 otro Exocet fue reclamado por un F-14 Tomcat.

#### Incidente del USSStark
En marzo de 1987 un Mirage F-1EQ iraquí confundió la fragata USS Stark con un petrolero, disparándole dos misiles Exocet AM39 desde unos 20 kilómetros. La presencia del caza iraquí había sido detectada por la fragata y también por un avión AWACS pero el disparo de los misiles no logró ser detectado a tiempo y no se activaron los sistemas de defensa. Los misiles causaron graves daños y la muerte de 37 tripulantes. La nave logró ser rescatada y reparada.
Según el autor Tom Cooper, la fragata fue atacada en realidad por un Dassault Breguet Falcon 50 modificado con dos soportes subalares para misiles antibuque AM-39 Exocet y modificado incorporando la aviónica del Mirage F-1EQ-5. Este avión habría recibido el apodo de Susana en la Fuerza Aérea Iraquí.
Anteriormente, el 21 de enero de 1985, el USS John Hancock (DD-981) fue el blanco de un Exocet que acabó destruyendo un remolcador cercano. Días antes del ataque al USS Stark un avión iraquí enfiló hacia el USS Coontz, que envió un mensaje de alerta a la aeronave. El capitán maniobró el barco a una posición más favorable para sus armas de defensa, activando las contramedidas y preparándose para disparar si era atacado.

### Segunda Guerra del Golfo
En 1991 el Exocet MM40 fue disparado por lanchas rápidas kuwaitíes contra un buque iraquí no identificado. Luego fue identidicado como un dragaminas. El barco fue hundido, pero se cree que pudo haber sido atacado también por un misil estadounidense Harpoon.
Un par de Mirage F1 iraquíes que se cree que iban armados con Exocet fueron interceptados y derribados por una patrulla de cazas F-15 sauditas.

### Conflicto armado de las Islas Malvinas
Sin embargo, los Exocet se hicieron más famosos por su escaso, pero más preciso, uso por la Armada Argentina contra unidades navales británicas en la Guerra de las Malvinas. Argentina había ordenado en 1979 quince misiles Exocet AM-39 aire-mar. La compra se completaba con catorce aviones Super Étendard, fabricados por la compañía francesa Dassault Breguet. Los pilotos solo habían efectuado 45 horas de vuelo, alcanzando apenas el entrenamiento de navegación y uso de cañones. Todavía estaba pendiente el entrenamiento con bombas y misiles. Los otros diez misiles y resto de aviones debían ser entregados en 1982. Argentina presionó pero los franceses no quisieron entregar los restantes misiles por presiones del Reino Unido. Incluso se dejaron de entregar los AM 39 a Perú, creyéndose que era posible que los entregaran a Argentina. 
Al entrar en la guerra los británicos, que también poseían Exocets, estaban preocupados de que las defensas inadecuadas contra el misil podrían provocar que el conflicto se prolongara o que los argentinos ganaran. En noviembre de 1981, cinco meses antes del desembarco en Malvinas, la Armada Argentina solo había recibido 5 misiles y 5 aviones. Argentina intentó desesperadamente durante la guerra conseguir misiles Exocet AM-39 pero los Servicios de Inteligencia Británicos abortaron esa posibilidad.
Con tan pequeña cifra en inventario de este excelente misil, se planificaron las acciones para hacerlos valer. La primera operación de ataque tuvo lugar el 4 de mayo y estuvo a cargo de dos aviones Super Étendard de la Armada Argentina, escoltados por cazas IAI Dagger de la Fuerza Aérea Argentina y reaprovisionados por aviones KC-130.
Al empezar el conflicto armado, popularmente conocido como la Guerra de las Malvinas los pilotos argentinos habían recibido sólo 45 horas de vuelo en sus Super Étendard. Además quedaba pendiente la integración de la interfaz entre el avión y el misil. El diario Ámbito Financiero, en la edición del 2 de abril de 2002, oportunidad del 20° aniversario de la recuperación de las islas, reveló la trama de esa historia que incluyó el amor entre uno de los técnicos galos y una profesora de francés, oriunda de Bahía Blanca, con quien más tarde se casó y viven en la actualidad en París.El jefe de esa misión, Hervé Colin, del grupo Dassault-Breguet, junto a Pierre Guiminot -el francés que quedó prendado de la profesora argentina- de la empresa Thomson CSF, además del ingeniero Christian Larrieu, de la firma SAGEM, trabajaron codo a codo con los aviadores navales y técnicos en la base Comandante Espora para poner a punto las aeronaves. 
La operación de adquisición del programa HUUK, nombre código de la compra de los aviones Super Etendard y sus misiles AM-39, estaba en manos del entonces capitán de fragata Carlos Testa, un ingeniero en armas y control de tiro, que se destacaba por su tenacidad para resolver dificultades técnicas. En simultáneo con los esfuerzos de los técnicos y mecánicos de la base aeronaval Comandante Espora para «sintonizar» el avión con el lanzador y el misil Exocet, Testa afilaba sus contactos en París para dar con los números códigos que requería la puesta a punto del sistema avión-misil. Dos suboficiales, el «Mingo» Ibáñez y Banegas, pasaron días y noches interminables entre cables, valijas de prueba, computadoras portátiles y datos de los preciados «códigos», los números que en determinada secuencia permitían ajustar todo el conjunto de las señales de posición, la telemetría, el radar y el sistema de puntería del misil. La culminación con el éxito en las maniobras de puesta a punto llegó por el rol casi de James Bond cumplido por Testa, quien recibió los ansiados «códigos» directamente de una de las empresas francesas involucradas en la construcción de los Super Étendard. La información partió hacia la Argentina en manos de un comandante de Aerolíneas Argentinas. Las pruebas dieron luz verde al lanzamiento del misil que el 4 de mayo se mostró al mundo como el arma más letal en el combate antisuperficie con el hundimiento del destructor Sheffield.
Se realizaron las pruebas de carrera de despegue y aterrizaje con la configuración prevista ante las posibilidades de operar desde pistas cortas como la de Puerto Argentino, aunque esta posibilidad sería empleada sólo en emergencias. Una semana más tarde se efectuaron los vuelos para evaluar las tácticas de ataque con el destructor ARA Hercules (D-1), de la clase “Sheffield”. Se determinó que era conveniente realizar el adiestramiento por parejas para que en las sucesivas prácticas minimizar las comunicaciones. Semanas antes de la llegada de la flota británica los pilotos argentinos habían comenzado a entrenar con el binomio avión-misil. Utilizando los dos destructores argentinos clase 42, se calcularon las curvas de detección de los radares británicos y la distancia en la cual los misiles antiaéreos podían resultar peligrosos. Reunida esa información, se determinó que, si los aviones volaban muy bajo, los misiles podían llegar a convertirse en indetectables; además los aviones estaban fuera de la zona de peligro de los misiles antiaéreos.
Sin embargo, los buques británicos habían sido bombardeados por la FAA desde el 1 de mayo, de manera que se mantenían fuera del alcance de estos aviones. La solución fue utilizar aviones cisterna, para reaprovisionar de combustible tanto a los atacantes como a sus escoltas.  El 10 de abril se realizó la primera práctica de reaprovisionamiento en vuelo con un KC-130 de la Fuerza Aérea. Al día siguiente finalizaron las verificaciones de puesta en servicio del misil Exocet. Apenas informados de buques enemigos, se lanzó la operación ya planeada. Cada Super Etendard destinado a ataque antisuperficie se configuraba de esta manera:
- Misil AM-39 Exocet, en el soporte interno subalar en el ala derecha. Para colocar el Exocet, se extraían los cañones de 30 mm.
- 1 depósito de 1100 litros de combustible en el soporte del ala izquierda.
- 1 depósito de 600 litros bajo el fuselaje.
- 3000 litros de combustible interno.
- Radar Agave Thomson CSF/ESD.[17]

#### Hundimiento del HMSSheffield
Artículo principal Hundimiento del HMS Sheffield
Un avión de exploración SP-2H Neptune 2-P-112 de la Unidad de Tareas 80.2.1 despegó a las 05:07 horas (UTC-3) del 4 de mayo, de la Base Aeronaval Río Grande. El vuelo, requerido por la Fuerza Aérea Argentina para el cruce de tres C-130 Hercules, detectó emisiones del radar de búsqueda de un destructor Tipo 42. El Comando de la Fuerza de Tareas 80 resolvió entonces alistar un par de aviones Super Étendard armados con un Exocet cada uno.
El avión cisterna KC-130H Hercules TC-69 «Rata» al mando del vicecomodoro Eduardo Pessana decoló a las 08:45 de la Base Aérea Militar Río Gallegos. La Fuerza Aérea Argentina también brindó apoyo a la Armada con el vuelo de un Learjet 35 como señuelo; y dos parejas de cazabombarderos Dagger, una al mando del capitán Almícar Cimatti para proteger a los Super Étendard y al KC-130H, y la otra al mando del capitán Carlos Moreno para cubrir al SP-2H Neptune. Este último, padeciendo problemas graves para cumplir su misión por su antigüedad, mantuvo actualizada la posición del blanco mientras los cazabombarderos se aproximaban a la zona.
Volando en total silencio de radio, con malas condiciones meteorológicas, los pilotos de todos los aviones repostaron primero y luego alcanzaron su objetivo. Luego de los repostajes, a la distancia calculada, los Super Étendard se elevaron por sobre el nivel muy bajo en el que todos estaban volando, para evitar ser detectados. Sus radares iluminaron dos objetivos; uno grande y otro pequeño. Volvieron a la baja cota de aproximación, prepararon los disparos, y finalmente se elevaron por última vez, lanzaron los misiles y dieron la vuelta.
Los sistemas de guía hicieron el resto. Sin embargo, uno de los dos Exocet tuvo un problema mecánico o fue interferido por los sistemas británicos. El segundo impactó en el destructor clase 42 HMS Sheffield. Causando 20 muertos instantáneamente, el misil creó un gran incendio que consumió casi todo el buque. Si bien se dice que la ojiva no detonó, algunos marineros testigos creen que sí lo hizo. De todas formas, el enorme incendio no pudo ser controlado: el misil golpeó el medio del buque, destruyendo el sistema eléctrico e impidiendo así que se activaran los sistemas anti-incendio (también se cree que el misil rompió la línea de agua principal). Convertido en una ruina, el buque fue abandonado por su tripulación y remolcado, pero tuvo que ser hundido el 10 de ese mes, convirtiéndose así en el primer buque británico hundido en acción en casi 40 años. El ataque confirmó a los ingleses que los argentinos habían logrado instalar, calibrar y activar los Exocet en los aviones Super Etendard. Esta era una operación que requería profundos conocimientos tecnológicos y el dominio de programación. Hasta entonces la inteligencia británica creía que los Arsenales y Aviadores Navales Argentinos no era capaces de ensamblar ello, a pesar de las advertencias francesas.
Después del ataque, aparentemente los británicos concluyeron que sus naves no estaban preparadas para este tipo de ataques, y que los procedimientos no eran los correctos. Además de que el radar del destructor aparentemente no estaba diseñado para detección de objetos a tan baja altura, y lanzados a corta distancia por aviones bombarderos con vuelos rasantes sobre el mar, la cuestión principal era un fallo en la inteligencia británica. Ésta creía que el ataque con Exocet (misil que, irónicamente, ellos también tenían en servicio) sólo era posible a media cota, lo cual le daba al misil mayor alcance. Sin embargo, los pilotos argentinos habían volado muy bajo para evitar la detección y habían disparado el misil mucho más cerca, unas 6 millas menos, cuando se esperaba que este tipo de ataque viniera desde las 45 millas. Las versiones argentinas hablan del lanzamiento entre 50 y 35 km del blanco, aprovechando el combustible remanente del misil para aumentar su capacidad destructiva, algo desconocido en esa época y que ahora es considerado en el combate naval moderno.
También se especula con una interferencia procedente del mismo HMS Sheffield. Los destructores de esta clase llevaron radomos gemelos SCOT, para comunicación por satélite. Desafortunadamente (para los británicos), estos sistemas emitían señales en una frecuencia muy cercana a la de los radares de alerta de misiles y de dirección de tiro, inutilizándolos mientras el buque estaba comunicándose por satélite.
Rápidamente los británicos cambiaron su táctica y se volvieron más precavidos. A este ataque seguirían otros más efectivos, siempre con el mismo procedimiento: dos Super-Étendard con sendos Exocet, lanzando los dos misiles al mismo blanco, algo imposible de enfrentar por una Fuerza Naval moderna. La Armada Francesa facilitó algunos de sus aviones Super Etendard y pilotos, para que los ingleses pudieran medir las capacidades de ataque sobre los barcos ingleses con misiles AM-39 y así actualizar sus tácticas defensivas. También Francia entregó información sobre los códigos y frecuencias de los radares del  Exocet.

#### Hundimiento delAtlantic Conveyor
El siguiente hecho fue el 25 de mayo, día en el que las fuerzas argentinas hunden varias embarcaciones con diferentes métodos. Nuevamente la pareja de aviones navales con misiles Exocet fue reabastecida en vuelo por aviones KC-130H para aumentar su alcance en combate. A 180 km al nor-nordeste de Malvinas, detectaron un gran buque rodeado de otros pequeños, en evidente formación defensiva. En este caso, sin embargo, los buques atacados descubrieron rápidamente la maniobra y comenzaron a utilizar las nuevas medidas defensivas: abrieron fuego de cañón al aire y lanzaron numerosos señuelos de radar y contramedidas electrónicas. Aparentemente, esto desvió los misiles y salvó al HMS Ambuscade (el cual había alertado a la flotilla) y otros buques de la zona. Desafortunadamente para los británicos, había algunos buques que no estaban dentro de esa cortina defensiva. Según se sabe, los dos misiles, desorientados por las ECM, dieron una vuelta y detectaron en sus radares un nuevo blanco, según su programación de ataque que lo convierten en misiles inteligentes: el portacontenedores Atlantic Conveyor.
Se trataba de un buque mercante requisado por las fuerzas británicas, y comisionado al servicio de la Marina Real Británica, de 13 000 toneladas, que fue adaptado con una compuerta trasera, transportaba equipo pesado y helicópteros para apoyar el desembarco a las islas. Sin ningún equipo de alerta o ECM, al menos uno de los misiles impactó en la aleta de babor, produciendo graves daños en el casco e incendios, que acabaron provocando su hundimiento el 28 de mayo lo que implicó la pérdida total de la carga, especialmente varios helicópteros pesados de transporte. Solamente se salvó uno de los helicópteros, según la versión del Reino Unido.
Esto demostró algunas cuestiones más sobre el uso del Exocet y de los misiles antibuque en general: no conviene tener buques propios fuera de la sombrilla de defensa del ECM. Irónicamente, en ese momento, este golpe de suerte (y la calidad del Exocet, que como buen misil siguió funcionando incluso siendo confundido por las contramedidas) causó muchos problemas al desembarco, ya que el Atlantic Conveyor llevaba equipo necesario para las tropas británicas en tierra. Esto hizo que muchos marines tuvieran que caminar hacia Stanley/Puerto Argentino, en lugar de tener helicópteros para hacer más fácil el trayecto.

#### El incidente con el HMSInvincible
Habiéndose utilizado así cuatro de los cinco Exocet que tenía la Armada Argentina, el siguiente ataque tenía que ser combinado con un ataque convencional de bombas. La razón para el uso de dos misiles en cada misión, como puede verse, era incrementar la confiabilidad del ataque: si uno de los misiles fallaba por cuestiones mecánicas o por las ECM, era posible que el otro se abriera camino. Además, si bien un misil podía dañar seriamente ciertos buques, otros más grandes solamente podrían ser incendiados, incapacitados o hundidos con dos impactos de misiles o bombas convencionales.
El nuevo objetivo del misil era, ahora, bastante más complicado de atacar. La flota británica, sabiéndose vulnerable y en peligro de perder la guerra naval, se había movido más al este de las islas Malvinas, donde los cazas argentinos (que no podían despegar de las islas por falta de una buena pista) tenían un largo viaje de ida y vuelta, al continente, con varios repostajes de combustible en vuelo.
Las autoridades militares argentinas habían decidido dar un golpe a la superioridad aérea británica, que se basaba en el uso de dos portaeronaves: el HMS Hermes y el HMS Invincible. Fuertemente custodiados por otras naves, estos eran blancos de gran valor, y que iban a ser muy difíciles de atacar.
El plan comenzó trazando las trayectorias de los aviones Harriers que despegaban de estos buques; triangulando sus cursos se calculó una zona probable en donde podían estar los navíos. Se planificó entonces un curso de aproximación que rodeara las islas, con vuelos rasantes sobre el mar, para obtener más sorpresa, aunque esto requiriera más tiempo y combustible (por la densidad del aire volando a baja cota). Estas condiciones de vuelo los ocultaría del radar enemigo, pero a su vez exigía pericia a los pilotos de combate, pues debían volar sin utilizar su radar de a bordo, y sin comunicación por radio entre ellos.
Los aviones elegidos para el ataque fueron nuevamente dos Super-Étendard (pertenecientes a la Armada Argentina), uno de ellos cargando el último Exocet, y cuatro A-4C (pertenecientes a la Fuerza Aérea Argentina), que iban a atacar el buque con bombas convencionales.
El 30 de mayo, despegaron primero los vectores del misil, y luego los A-4C. En el camino repostaron frecuentemente con los aviones cisterna; para evitar cualquier tipo de problemas, los aviones entraban y salían de las mangueras, y a veces parasitaban a los KC-130 dejando que el combustible fuera directamente a sus motores a través de la manguera de recarga de combustible, en una operación de alto riesgo y utilizada por primera vez en combate. De presentarse una falla de combustible en cualquier avión, este tendría que volver y ponía en peligro la misión.
Llegado el momento del ataque, bajaron a 30 m de altitud y avanzaron volando por el mar, hasta que después de algunos minutos, los Super-Étendard cambiaron a mayor altitud, para obtener datos del blanco. Allí había realmente una flota, y corrigieron el rumbo, para atacar a la flota como aviones guía de ataque. Los otros aviones escolta A-4C, sin radares y sin poder romper el silencio de radio, tenían que seguirlos y prepararse para su propio ataque, mucho más peligroso por su aproximación a los buques.
Los pilotos navales de los Super-Étendard hicieron otro reconocimiento, levantando la nave nuevamente para reconfirmar la posición de la flota enemiga, anunciando por radio a los otros pilotos la corrección necesaria del rumbo y lanzaron su misil, luego de lo cual se retiraron como estaba previsto. Los pilotos de la Fuerza Aérea concretaron su ataque con los aviones A-4C a baja altura; y, realizando maniobras evasivas.
Lo que siguió es motivo de controversia y opiniones enfrentadas. Los pilotos argentinos declaran haber visto un buque humeante e inmóvil, al cual se acercaron para atacar. Dos aviones fueron derribados antes de llegar al blanco. Los otros dos lograron lanzar con éxito tres bombas de 250 kg cada uno, identificando a la embarcación como un portaeronaves, el cual quedó completamente cubierto de humo, aunque no se observaron incendios. Los operadores argentinos del radar ubicado en Malvinas reportaron tráficos aéreos relativamente breves en un radio de 30 millas del lugar del ataque, lo que supondría la evacuación de las aeronaves de a bordo del buque impactado. Es así, que las autoridades argentinas declararon haber dañado seriamente al HMS Invincible, mientras que los británicos nunca reconocieron eso. No existen fotografías creíbles del hecho, como sí sucedió en el caso del HMS Sheffield. Por un lado, los argentinos dicen que los británicos acallaron el hecho, mientras que estos últimos declaran que el Invincible no fue alcanzado. Sin embargo, la nave volvió a su puerto varios meses más tarde que los otros buques que participaron en la guerra, recién pintado y sin el óxido característico.

#### Sorpresa desde tierra
Utilizados así todos los Exocet lanzables desde el aire, se tomó la decisión de utilizar los MM.38 que estaban montados en buques, como plataformas costeras de ataque, en un desarrollo argentino conocido como ITB. Fue así que dos contenedores-lanzadores del destructor ARA Seguí fueron desmontados y puestos en un C-130 rumbo a Malvinas. Personal militar y civil de la Armada Argentina, de los que más sabían sobre estos misiles, trabajaron para adaptar los sistemas y permitir su uso desde una plataforma terrestre, haciendo los ajustes necesarios a los sistemas electrónicos (incluso simulando algunas señales con gran habilidad, mediante conmutadores y potenciómetros) bajo el comando del capitán Julio Pérez, utilizando por primera vez un sistema similar desde tierra. Incluso fue necesario realizar cálculos matemáticos manuales para adaptar las coordenadas del blanco —obtenidas por un radar antipersonal del Ejército, con un formato distinto al que usaba el misil— a fin de programar el misil. Además, considerando que el buque enemigo se seguía moviendo desde que el radar detectaba el blanco hasta que los datos se convertían manualmente y llegaban al Exocet, se debía ajustar la programación a enviar estimando la nueva posición del blanco. 
El 12 de junio, este Exocet encontró su blanco: el HMS Glamorgan. A 18 millas de la costa, este destructor había estado en varias misiones de cañoneo en apoyo a tropas inglesas, y se había salvado de varios bombardeos, pero cometió el error de querer «cortar camino» y quedó así dentro del alcance de los radares argentinos. Aunque tardó en detectar el misil, el hecho de que el buque estuviera navegando a buena velocidad sumado al minuto de alerta que tuvo, lo salvó del hundimiento. Después del desastre del HMS Sheffield, se había instruido a las tripulaciones británicas para que, al ver el misil, efectuaran un viraje de manera de no presentar las bandas, sino la proa o la popa. A gran velocidad, este Exocet rebotó parcialmente en el blindaje (dejando una gran marca), pero entró luego el hangar del helicóptero e inició allí un incendio que mató a 13 marinos e hirió a varios más. Sin embargo, el Glamorgan pudo seguir a flote y fue reparado posteriormente, siendo vendido a Chile en 1986.
Al finalizar el conflicto, el lanzador fue capturado por los británicos, los cuales impresionados por la improvisación argentina, desarrollaron su propia sistema de defensa de costa «Excalibur» imitando el sistema argentino. El capitán Pérez recibió posteriormente condecoraciones de la Armada Argentina y del Congreso de la Nación, haciéndose también acreedor de condecoración y de la Association Nationale des Membres de l'Ordre national du Mérite.

## Las lecciones aprendidas

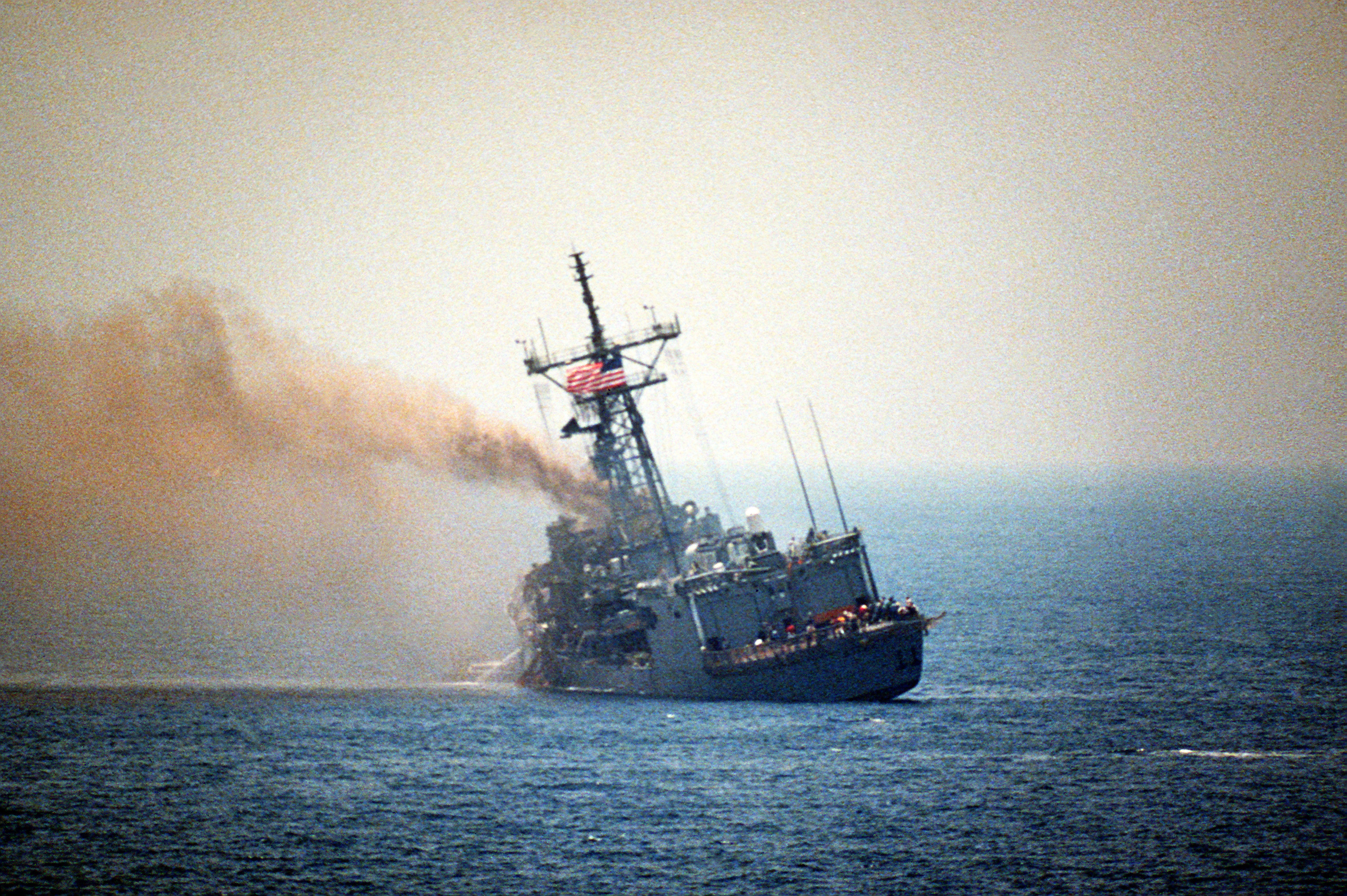
La fragata estadounidense USS Stark, Clase Oliver Hazard Perry escorada a babor, en el golfo Pérsico tras ser alcanzada por dos misiles Exocet AM.39 iraquíes (17 de mayo de 1987). A pesar de los graves daños sufridos, se mantuvo a flote y permaneció en servicio hasta el 7 de mayo de 1999.

La combinación del misil con el avión de ataque Dassault-Breguet Super Étendard fue tan buena en la Guerra de las Malvinas que Irak, todavía en guerra con Irán, alquiló cinco de esas aeronaves a Francia, hasta la llegada de los nuevos aviones de Francia que podrían comprar.
Los ataques de Exocet no solamente cambiaron la doctrina del Reino Unido, sino que influyeron en toda la OTAN. Así como el almirante Woodward, comandante de la fuerza de acción del Reino Unido en las Islas, tuvo que revaluar las nuevas capacidades de ataque argentinas, el entonces presidente del Comité Militar de la OTAN, Almirante Robert Falls, declaró que este organismo se veía obligado a revisar sus tácticas navales, revelada la posibilidad de este nuevo tipo de ataque a la Fuerza Táctica Naval.
A la corta o a la larga, esto llevó al desarrollo de nuevas estrategias y sistemas, como el mejoramiento de los perturbadores de radar y la mejora, de sistemas de misiles antimisiles y de sistemas de defensa cercana (CIWS) como el cañón Phalanx para tratar de interceptar misiles navales volando a baja altitud.
Una situación inesperada que fue descubierta en su uso en combate, es que el combustible residual del misil, le agrega mucho efecto a la detonación en sí (como sucedió en el caso del Stark antes mencionado y del Sheffield); sobre todo teniendo en cuenta que es un misil de largo alcance que a veces se dispara a menor distancia, al ser transportado por el avión de ataque naval hasta su objetivo lo más cerca posible. Aunque esto parezca algo negativo, si tenemos en cuenta que muchos de estos misiles dañaron severamente o hundieron buques de diverso tipo, solamente con el incendio de su combustible, si es que las ojivas militares no estallaron por la corta distancia, ¿qué habría pasado si hubieran estallado?

## Mejoras y actualizaciones

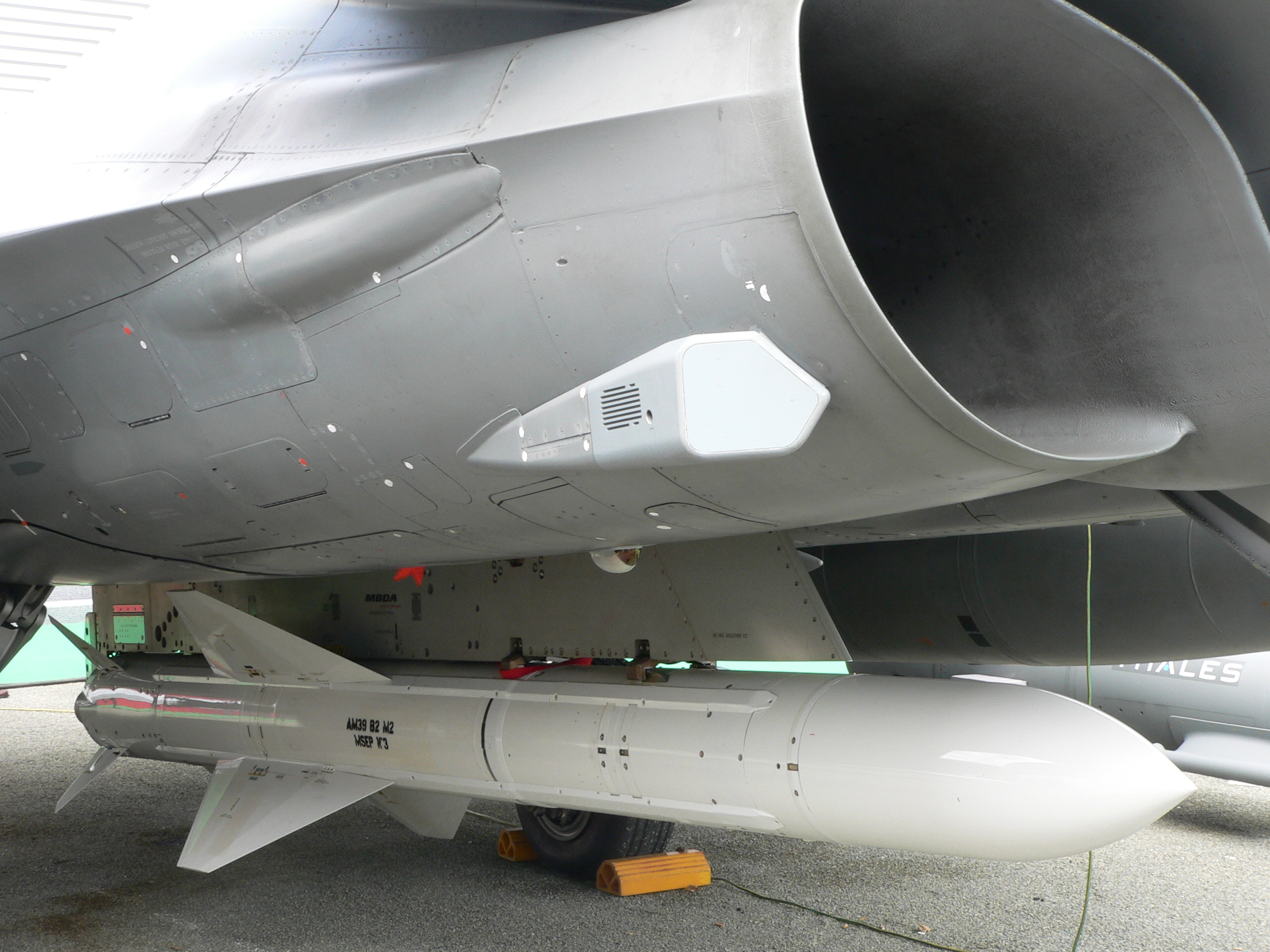
AM.39 dispuesto en un Rafale francés.

Actualmente el Exocet sigue en uso en grandes cantidades y numerosos países, al haber demostrado varias veces en combate sus capacidades destructivas. Vendidas unas 3300 unidades, la efectividad del misil está cercana al 93 %, según se ha demostrado en combates y pruebas realizadas por los usuarios (unos 32 países) y la empresa productora.
Entre 1987 y 1993, se desarrolló una nueva versión con electrónica avanzada, que permite reducir aún más su altitud de vuelo, ocultar mejor su presencia y, cuando se dispara en andanadas, realizar el llamado ataque del lobo (ataque convergente y coordinado automáticamente desde distintos ángulos para impedir la acción de los sistemas antimisil). A esta versión mejorada se le suele denominar Exocet II o Exocet block 2, y se han aplicado estas actualizaciones en el MM.40 (de lanzamiento desde superficie), el SM.39 (de lanzamiento submarino) y el AM.39.
Además de esto, la versión MM.40 ha sido mejorada nuevamente, creándose el MM.40 Block 3, cuya entrada en servicio en las fuerzas francesas se realizó en 2007. El Exocet Block 3 reemplazará a los Block 2 que están en servicio en unidades de superficie, ya que es totalmente compatible con los contenedores-lanzadores y con todo el material de entrenamiento y mantenimiento. Sin embargo, no se sabe si será compatible con la cápsula del SM.39.
En un contexto de enorme desarrollo en materia de radares, las mejoras no son nada extrañas: rediseño de la estructura para reducir su firma radar e infrarroja, y un nuevo sistema de propulsión que aumentaría su alcance a los 180 km como máximo. Esto estará complementado con un nuevo sistema de guía, el cual incrementará las posibilidades del misil para penetrar las defensas antiaéreas. De esta manera, al Block 3 podrá programársele una ruta de vuelo en 3D, con ataques desde diferentes ángulos, además de alturas variables. Se ha hecho énfasis en mejorar la maniobrabilidad del misil en todo tipo de aspectos.
En la fase terminal del ataque, el nuevo Exocet contará con un radar activo con patrones adaptativos de búsqueda, el cual podrá discriminar blancos de diferente tipo (por ejemplo, atacando los buques con mayores señales de radar, generalmente los más grandes). Además, ahora podrá atacar blancos costeros, gracias al agregado de un GPS que le permitirá ubicarlos: una nueva habilidad que lo hará más versátil en el campo de batalla.
Aunque similar en diseño, las fotografías que se tienen del Block 3 muestran varios cambios muy notables. El sistema de propulsión es ahora más potente, incluyendo un booster y un turbojet. A diferencia de las versiones anteriores, que usaban dos etapas de cohetes (los cuales no requieren de oxígeno para funcionar), el turbojet da mayor alcance, pero requiere de cuatro pequeñas tomas de aire, ubicadas detrás de cuatro nuevas aletas. Las aletas y el turbojet están diseñadas igualmente para hacer más maniobrable el misil, particularmente en la etapa de aproximación al blanco.
Actualmente, Brasil es el primer país de América Latina en desarrollar, diseñar y fabricar, su propio misil naval Exocet MM.40 block 3, con ayuda de la empresa europea MBDA y su socio BAE Systems, para equipar a su marina de guerra y Fuerza Aérea, aumentar la autonomía del país en el desarrollo y fabricación de sus propias armas, aviones de combate y ahora misiles, esto permite a Brasil ser totalmente independiente en la fabricación de armas y los motores para este tipo de misiles, que fueron originalmente desarrollados con la ayuda de la empresa Aérospatiale de Francia.
Esto se logró con un acuerdo entre la empresa privada Avibras de Brasil, en el desarrollo de tecnologías militares y del grupo europeo MBDA, con la cooperación entre el gobierno brasileño y el gobierno de Francia, que convierte a Brasil en una potencia emergente en el escenario geopolítico internacional; el proyecto conjunto entre Brasil y Francia, se inició en el año 2008 con una inversión inicial de 75 millones de dólares, considerado un logro de alta tecnología para Brasil, le permite equipar a sus barcos de guerra con misiles modernos y adaptables a diferentes plataformas de lanzamiento, barcos, fragatas misileras, submarinos misileros, helicópteros, aviones de combate y baterías costeras de lanzamiento de misiles, montadas sobre camiones de transporte adaptados y baterías con cartuchos de lanzamiento de misiles.
Estos misiles Exocet de fabricación nacional, podrán ser transportados por los aviones de combate de la Fuerza Aérea de Brasil, los Dassault Mirage 2000 que actualmente tiene en su inventario y los nuevos aviones Dassault Rafale, lo que abre la puerta a su posible compra por el gobierno de Brasil en el futuro.

## Operadores

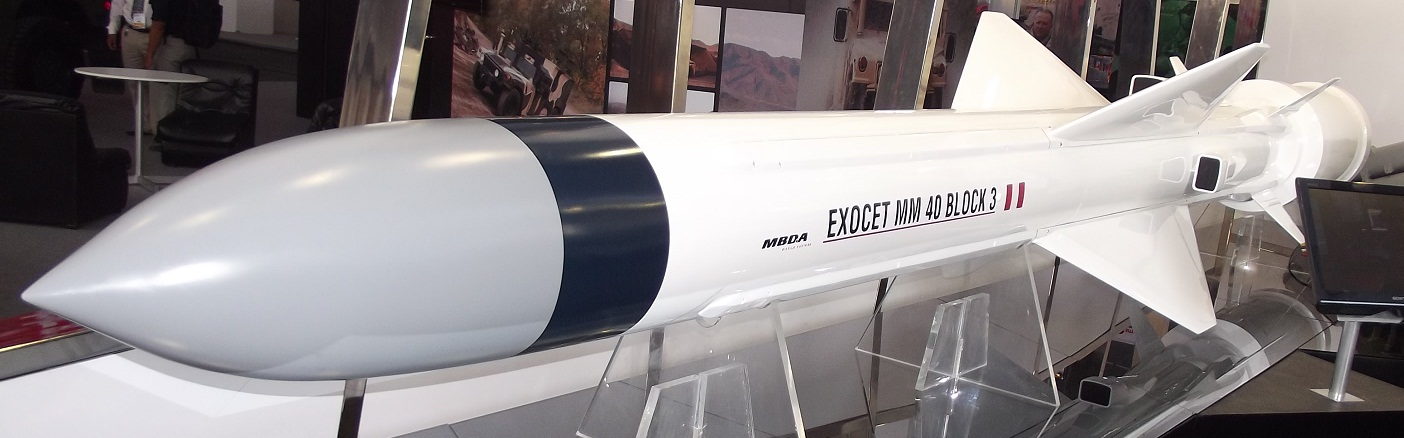
Misil naval Exocet MM.40 block 3

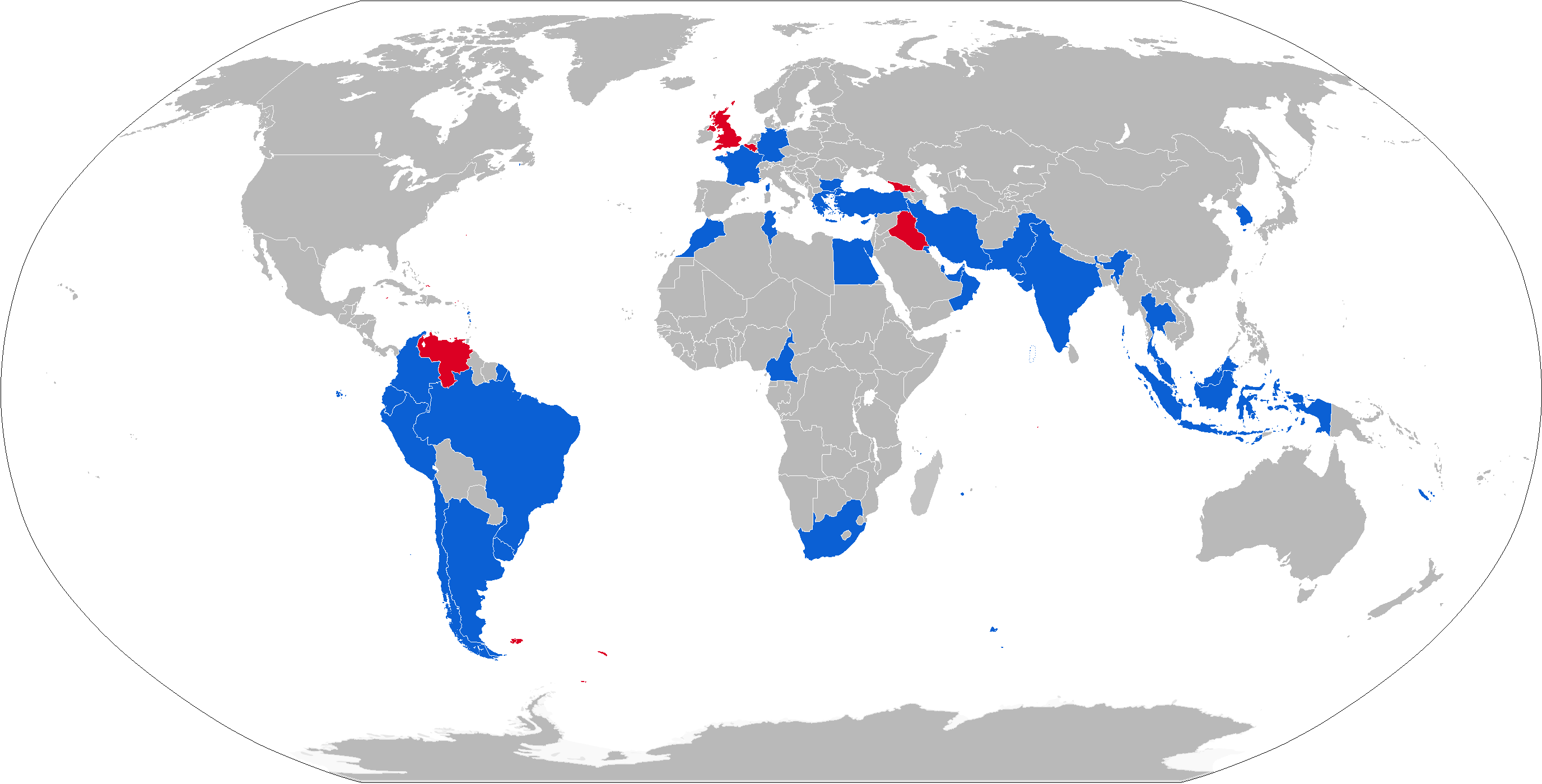
Mapa con los operadores actuales del Exocet en azul y los anteriores en rojo

## Operadores[21]

### Operadores actuales
Es uno de los misiles más vendidos para ser transportado en barcos de guerra, instalados sobre la cubierta con lanzadores de misiles, desde tierra con baterías de misiles, en submarinos lanzados desde los tubos de torpedos en forma horizontal, desde helicópteros pesados de transporte, aviones de combate y aviones de transporte, con la ayuda y el soporte técnico del fabricante.
 Argentina
- Armada Argentina: versión AM.39, MM.38 y MM.40 Block II.

 Brasil
- Marina de Brasil: versión AM39 desplegados en los helicópteros de ataque naval EC725 Super Cougar, SM39 en los submarinos Clase Riachuelo en construción, MM40 Block I/II en las fragatas clases Netrói, Tipo 22 y corbetas Clase Inhaúma y Barroso. Serán reemplazados por los MAN-1 nacionales.

 Chile
- Armada de Chile: versión AM.39 desplegados en los helicópteros de ataque naval SH-32 Cougar, SM.39 para los submarinos clase Scorpène. Chile es el único país de Sudamérica que posee misiles antibuque en sus submarinos, MM.40 Block II instalados en sus lanchas rápidas SA'AR IV, MM.40 Block IIICH en 2 fragatas Karel Doorman y en al menos una clase Adelaide.

 Colombia
- Armada de Colombia: MM.40 Block II instalados en todas las Fragatas Clase Almirante Padilla. Todos los contenedores lanza-misiles fueron retirados. Actualmente las fragatas de este país no portan estos misiles. Actualmente los misiles están en Reserva

 Egipto
- Egipto: versiones AM.39, MM.38 y MM.40[22]

 Perú
- Marina de Guerra del Perú: versión AM.39 en los helicópteros navales Sea King SH-3D Super King, Super Sea Sprite, aviones de Patrulla Marítima Fokker, Cazas Mirage 2000 P, Corbetas Clase Velarde MM.38 y MM.40 Block III en 4 de las fragatas clase Lupo.

 Sudáfrica
- Marina Sudafricana: versión MM.40 Bloque 2 en fragatas clase Valour.[23]

 Turquía
- Turquía: Versión MM.38.[24][25]